# (937) Bethgea
(937) Bethgea ist ein Asteroid des Hauptgürtels, der am 12. September 1920 von dem deutschen Astronomen Karl Wilhelm Reinmuth in Heidelberg entdeckt wurde.
Benannt wurde der Asteroid nach dem deutschen Dichter Hans Bethge.